# Odoxia concota
Odoxia concota is een vlinder uit de familie van de tandvlinders (Notodontidae). De wetenschappelijke naam van de soort is voor het eerst geldig gepubliceerd in 1923 door Paul Dognin. Het is de typesoort van het nieuwe geslacht Odoxia, dat Dognin in zijn publicatie beschreef. De soort werd aangetroffen in Frans Guyana.